# Вулиця св. Гертруди в Кракові
Вулиця св. Гертруди – вулиця в Кракові, що веде вздовж Плантів, від Головпоштамту до замку Вавель . Виділена в 70-х роках ХІХ століття на місці дороги, що проходила вздовж міських мурів . Є частиною першої кільцевої дороги Кракова .
Тут – у нинішніх Плантах – біля вул. Сєнної, був костел св. Гертруди - також його називають костелем Лиходіїв. На цвинтарі навколо церкви ховали людей, засуджених до страти та обезголовлених мечем ката . Кладовище було закрито після 1796 р. Храм закрили в 1810 р., а в 1820 р. муніципальна влада продала з аукціону руїни церкви (яку остаточно знесли в 1822 р. ) і не дозволила забудовувати площу, оскільки ідея створення Плант вже визрівала.
Після Другої світової війни, у 1950 році, вулицю названо на честь діяча робітничого руху Людвіка Варинського ; у 1990 році відновлено стару назву - св. Гертруди.

## Деякі кам'яниці
- На № 2 – кам'яниця, зведена в дусі історизму за проектом Кароля Заремби у 1889 році .

- № 5 — спеціально спроектована будівля кінотеатру «Ванда» (сьогодні продуктовий магазин), офіційно відкрита у 1912 році . Фасад зберіг мозаїчне оздоблення в стилі модерн.

- На № 6 знаходиться готель «Монополь», спроектований Філіпом Покутинським у 1876 році, з еклектичним фасадом і дзеркальною надбудовою останніх років.

- Будинок № 12 А 1886 року зберіг оздоблення останньої модернізації 1938 року. На сходовій клітці — вітражі з алегоричними сценами.

- На кам’яниці № 16 вмуровано пам’ятну дошку, присвячену Нарцизу Вятру «Завойна» .

- Після Другої світової війни режисер Войцех Єжи Гас жив у кам’яниці № 19 [1]

- Кам'яниці 23-24 збудовані орденом священиків-місіонерів і є церковною власністю. Під час Другої світової війни в них розташовувався штаб абверу – німецької військової розвідки.

- Комплекс будинків 26-29 – це готель «Роял», до Другої світової війни було 4 готелі: Роял, Юніон, Сіті та Гарнізоновий . Під час Другої світової війни тут жили німецькі солдати, після війни до 1954 року тут розміщувався штаб Краківського військового округу, потім казино та гарнізонний готель. Нарешті, після капітального ремонту в 1987 році заклад був об'єднаний в один готельний комплекс під назвою готель «Роял» на 120 місць.

## Виноски
1. ↑  Krzysztof Jakubowski, Spacerownik krakowski, s. 142.